# Sci di fondo al VII Festival olimpico invernale della gioventù europea
Le gare di sci di fondo al VII Festival olimpico invernale della gioventù europea si sono svolte dal 24 al 28 gennaio 2005 a Monthey, in Svizzera.
Sono state disputate tre gare maschili, tre gare femminili e una mista, per un totale di 7 gare.

## Podi

### Ragazzi
| Evento   | Oro           | Argento       | Bronzo            |
| 7,5km TC | Lari Lehtonen | Martti Jylhä  | Andrei Feller     |
| 10km TL  | Ondřej Horyna | Lari Lehtonen | Leanid Karniienka |
| Sprint   | Martti Jylhä  | Alex Vanzetta | Rolf Figi         |

### Ragazze
| Evento   | Oro                   | Argento         | Bronzo          |
| 5 TC     | Diana Sapronova       | Eliška Hájková  | Anne Kyllönen   |
| 7,5km TL | Denise Herrmann       | Diana Sapronova | Claudia Straube |
| Sprint   | Svetlana Ovchynnikova | Claudia Straube | Anne Kyllönen   |

### Gare miste
| Evento    | Oro       | Argento | Bronzo     |
| Staffetta | Rep. Ceca | Russia  | Slovacchia |